# The Beat Goes On (Vanilla Fudge)
The Beat Goes On è un album discografico del gruppo americano di psychedelic rock Vanilla Fudge, uscito nei primi mesi del 1968.

## Il disco
"The Beat Goes On" è il secondo album dei Vanilla Fudge, e si tratta in sostanza di un collage di canzoni i cui autori sono gli stessi componenti del gruppo e che sono mischiate a citazioni di brani di altri autori e interpreti sia moderni (come Sonny Bono e Beatles), che passati ( Mozart e Beethoven ), così come sono presenti voci di leader mondiali di varie epoche.
L'album venne registrato dal gruppo in contrasto col loro produttore George Morton, accusato di aver imbastito un album a suo personale piacere senza significativo contributo da parte del gruppo stesso.
L'album ha avuto un successo inferiore rispetto al disco d'esordio, ciononostante si è piazzato al diciassettesimo posto nella classifica degli album di Billboard del marzo 1968.

## Tracce
Lato A
1. "Sketch" (Appice/Bogert/Martell/Stein) - 2:55

Phase One
1. "Intro: The Beat Goes On" (Sonny Bono) - 1:57
2. Eighteenth Century: Variations on a Theme by Mozart: "Divertimento No. 13 In F Major" (Wolfgang Amadeus Mozart) - 0:46
3. Nineteenth Century: "Old Black Joe" (Stephen Foster) - 0:46
4. Twentieth Century - 3:09
  1. "Don't Fence Me In" (Cole Porter) - 0:52
  2. "12th Street Rag" (Euday L. Bowman) - 0:49
  3. "In The Mood" (Garland-Razaf) - 0:45
  4. "Hound Dog" (Jerry Leiber, Mike Stoller) - 0:43
  5. The Beatles - 1:45
    1. "I Want to Hold Your Hand" (John Lennon, Paul McCartney)
    2. "I Feel Fine" (Lennon–McCartney)
    3. "Day Tripper" (Lennon–McCartney)
    4. "She Loves You" (Lennon–McCartney)
    5. "Hello Goodbye" (Lennon–McCartney)

Phase Two
1. "The Beat Goes On" - 1:32
2. Beethoven: "Fur Elise" & "Moonlight Sonata" (Ludwig Van Beethoven) - 6:33
3. "The Beat Goes On" - 1:05

Lato B
1. "The Beat Goes On" - 1:00

Phase Three
1. "Voices in Time": Neville Chamberlain, Winston Churchill, Franklin Delano Roosevelt, Harry S. Truman, John F. Kennedy, and Other Voices - 8:09

Phase Four
1. "The Beat Goes On" - 1:50
2. "Merchant/The Game Is Over" - 8:57
  1. "Merchant" (Appice/Bogert/Martell/Stein)
  2. "The Game Is Over" (Bourtayre/Bouchety): Vinnie
  3. "Merchant"
  4. "The Game Is Over": Tim
  5. "Merchant"
  6. "The Game Is Over": Carmine
  7. "Merchant"
  8. "The Game Is Over": Mark
  9. "Merchant"
3. "The Beat Goes On" - 2:20

## Formazione
- Carmine Appice - batteria
- Tim Bogert - basso
- Vince Martell - chitarra
- Mark Stein - tastiera